# HD248769
HD248769 є хімічно пекулярною зорею спектрального класу
B8 й має видиму зоряну величину в смузі V приблизно  9,9.

## Пекулярний хімічний вміст
Зоряна атмосфера HD248769 має підвищений вміст 
Si
.